# Nortia fuscipes
Nortia fuscipes är en skalbaggsart som beskrevs av Holzschuh 2005. Nortia fuscipes ingår i släktet Nortia och familjen långhorningar. Inga underarter finns listade i Catalogue of Life.